# MBR-2
MBR-2 (МБР-2) – czteromiejscowy rozpoznawczy wodnosamolot w układzie łodzi latającej produkcji ZSRR z czasów II wojny światowej zaprojektowany w biurze konstrukcyjnym Gieorgija Berijewa.

## Historia
Dzięki modelowi MBR-2 lotnictwo radzieckiej marynarki wojennej było uzbrojone w łódź latającą pełniącą rolę bombowca i samolotu rozpoznawczego. Samolot został zaprojektowany z własnej inicjatywy przez Gieorgija Berijewa zatrudnionego w Centralnym Birze Konstrukcyjnym (CKB). Samolot był tradycyjnej konstrukcji drewnianej, napędzany pojedynczym silnikiem nad kadłubem ze śmigłem pchającym. Otrzymał oznaczenie MBR-2 (МБР-2) od Morskoj Bliżnij Razwiedczyk (Морской Ближний Разведчик – Morski samolot bliskiego rozpoznania). Prototyp został zbudowany w Moskiewskich Zakładach Lotniczych nr 39, lecz opóźnienie stworzył brak odpowiedniego silnika. Początkowo planowany M-27 nie został dopracowany, więc zaadaptowano słabszy niemiecki silnik BMW VI, produkowany w ZSRR jako M-17. Pierwszy lot prototypu odbył się 3 maja 1932 roku, po przetransportowaniu go na Morze Czarne w pobliże Sewastopola. Próby wykazały, że samolot odznacza się sztywnością konstrukcji, dobrymi osiągami, własnościami pilotażowymi i zadowalająco zachowuje się na wodzie. Losy samolotu ważyły się z powodu reorganizacji biur projektowych i rozgrywek personalnych między Berijewem a Tupolewem, lecz wobec decyzji dowództwa Armii Czerwonej o priorytetowej rozbudowie lotnictwa morskiego, model ten został skierowany do produkcji i w sierpniu 1933 roku formalnie zaakceptowany na wyposażenie lotnictwa morskiego. Produkcję umieszczono w Zakładach Lotniczych nr 31 w Taganrogu nad Morzem Azowskim. W sierpniu 1934 roku do zakładów tych przeniesiono biuro Bierijewa, tworząc Centralne Biuro Konstrukcyjne Budowy Samolotów Morskich. Pierwszy samolot seryjny wersji MBR-2-M-17 zbudowano w czerwcu 1934 roku. Do 1936 roku zbudowano ich ok. 300. Posiadały one silniki widlaste M-17 o mocy 373 kW (500 KM). Wyróżniały się odkrytymi kabinami trzyosobowej załogi.
Następnie Berijew opracował ulepszony typ MBR-2-M-34 z mocniejszym silnikiem M-34NB. Konstrukcja samolotu została wzmocniona, by można było powiększyć udźwig i prędkość. Zmodyfikowano też ogon, łagodząc kanciasty obrys, pogłębiono kadłub, wprowadzono zakrytą kabinę i ulepszono uzbrojenie obronne. Zmodyfikowany samolot, oznaczony na etapie prób CKB-MS-1, oblatano 8 maja 1935 roku. Mimo stwierdzenia usterek, skierowano go do produkcji jako MBR-2-M-34. Ogółem do 1940 roku wyprodukowano 1365 MBR-2 wszystkich odmian. Samoloty te były wykorzystywane jeszcze blisko dziesięć lat po zakończeniu wojny do patrolowania łowisk rybackich.

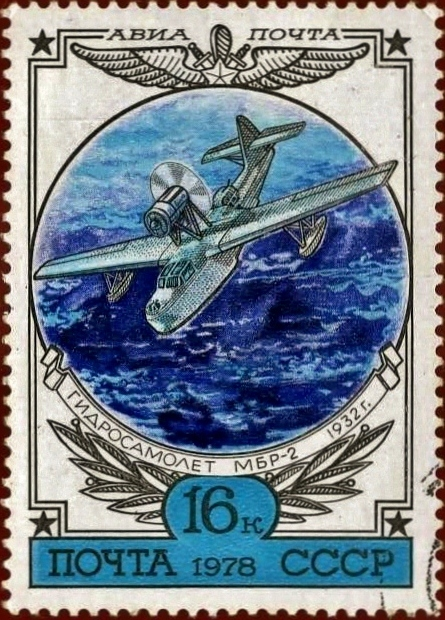
MBR-2 na znaczku pocztowym ZSRR

## Wersje
- MBR-2/M-17 – posiadał silnik widlasty Mikulin M-17 o mocy 500 KM (wyprodukowano około 100 sztuk)
- MBR-2/M-34 – ulepszona wersja wodnosamolotu, posiadał silnik widlasty Mikulin M-34NB o mocy 860 KM (wyprodukowano około 1200 sztuk)